# 孟光 (蜀漢)
孟 光（もう こう、生没年不詳）は、中国後漢末期から三国時代にかけての政治家。字は孝裕。司隷河南尹洛陽県の人。太尉孟郁の一族。

## 事蹟
霊帝の末年に講部吏となり、献帝の長安遷都の際に益州へ逃げ、劉焉父子から客礼をもって待遇された。
劉備の益州平定後は議郎に任命され、許慈らとともに宮中儀礼の制定にあたる。
建安25年（220年）、群臣の一人として劉備に皇帝に即位するよう上表した。
劉禅が即位すると符節令・屯騎校尉・長楽少府となり、その後大司農に昇進した。
延熙9年（246年）秋、大赦令が出されると、孟光は大将軍の費禕を「そもそも、恩赦とは国家が衰退して困窮が極まった時にやむを得ず行うものです。現在、陛下は慈悲深く賢明であり、百官は職務に励んでいます。いかなる理由があって、たびたび恩赦を行って悪人どもに恵みを与えるのですか」と満座の席で批判した。費禕はこれに反論できず、ただ謝罪するばかりだった。
孟光が他人を批判する時はいつもこの調子であったので周囲から嫌われており、鐔承・裴儁など年功で劣る者たちより出世は遅れることとなった。
ある事件に連座して免官され、九十余歳で死去した。

## 人物
博識で古典に明るく、あらゆる書物を読破していた。『三史』（『史記』・『漢書』・『東観漢記』）の研究に意を注ぎ、漢王朝の古い制度に詳しかった。『公羊春秋』を好んで『左氏春秋』を批判し、来敏と両伝の優劣を議論するたびに、孟光は大声で自説を捲くし立てていたという。
陳寿は「孟光は博学で知られ、徳行で称賛を受けることはなかったが、一代の学者であった」と評している。